# Anolis vaupesianus
Anolis vaupesianus är en ödleart som beskrevs av  Williams 1982. Anolis vaupesianus ingår i släktet anolisar, och familjen Polychrotidae. Inga underarter finns listade i Catalogue of Life.